# Martin Zimmermann (Bühnenkünstler)
Martin Zimmermann (* 1970 im Kanton Zürich) ist ein Schweizer Bühnenkünstler und Clown.

## Biographie
Martin Zimmermann wuchs in einem kleinen Schweizer Dorf in Wildberg auf. Nach einer Lehre als Dekorationsgestalter in Zürich absolvierte er die Hochschule Centre National des Arts du Cirque (CNAC) in Paris. Mit dem Abschlusstück Le cri du caméléon war er drei Jahre auf Welttournee. 1998 liess er sich wieder in der Schweiz nieder. 
Für seine Stücke kreiert er skurrile und fremdartige Welten. Oft entnimmt er der Realität alltägliche Dinge und setzt sie in Parallelwelten, wo sie sonderbar deplatziert und absurd wirken. Kern seiner Arbeit ist der Dialog zwischen menschlichem Körper und Objekten mit Eigenleben. Typisch für seinen multidimensionalen Ansatz ist die Entwicklung des Bühnenraums, für den er eine dazu passende Choreographie entwirft.
Der Begriff "Wunderkiste" lässt sich deskriptiv auf einige Stücke anwenden; darin ist der Aspekt des Zaubers, der Akrobatik und des Raumes von Bedeutung. Obwohl er die zauberhafte Zirkuswelt hervorruft, können seine Werke auch sozialkritisch und lyrisch-melancholisch sein. Folglich ist Zimmermann unter anderem als «Buster Keaton der Schweiz» bezeichnet worden.
Seine Stücke wurden in Institutionen und Theaterhäusern weltweit aufgeführt, zum Beispiel im BAM New York, Tokyo Metropolitan Theater, Théâtre de la Ville Paris, Barbican London, Sydney Opera House, Grand Théâtre de Luxembourg, Théâtre Vidy Lausanne, Schauspielhaus Zürich, Hongkong City Hall, Theaterspektakel Zürich, Festival d’Avignon oder das Kunstmuseum Fondation Beyeler. Er ist Preisträger des renommierten Schweizer Grand Prix Darstellende Künste / Hans-Reinhart-Ring 2021. 

## Werk (Auswahl)

### Bühnenstücke und Inszenierungen
Inszenierungen und Choreografien in Zusammenarbeit mit Metzger / de Perrot sind mit einem Stern gekennzeichnet (*) und jene im Duo mit de Perrot mit (**).
- Ciao Ciao (2022), Theater Basel – Schauspiel
- Wonderful World (2022), Tanzfestival Steps – Lokremise St. Gallen
- Danse Macabre (2021), Theater Spektakel Zürich
- Goodbye Johnny (2020), Tanzhaus Zürich
- Mr. Skeleton (2018), Festival Images Vevey (in Zusammenarbeit mit Augustin Rebetez)
- Eins Zwei Drei (2018), Théâtre Vidy-Lausanne
- Der Besucher (2016), Fondation Beyeler, Basel
- Bienvenue (2017), Zürcher Theater Spektakel
- Geduld (2016), Kunsthaus Zürich
- Der Besucher (2016), Fondation Beyeler, Basel
- HALLO (2014), Théâtre Vidy-Lausanne
- Encore (2013), Gessnerallee Zürich
- Hans was Heiri ** (2012),	Théâtre Vidy-Lausanne
- Gina (2010), Gessnerallee Zürich (in Zusammenarbeit mit Eugenie Rebetez)
- CHOUF OUCHOUF ** (2009), Palais Moulayhavid
- ÖPER ÖPIS ** (2008), Théâtre Vidy-Lausanne
- GAFF AFF ** (2006), Théâtre Vidy-Lausanne
- Anatomie Anomalie ** (2005), La ferme du buisson – Marne-la-Vallée
- JANEI * (2004), La ferme du buisson – Marne-la-Vallée
- HOI * (2001), Théâtre Vidy-Lausanne
- GOPF * (1999), Blauer Saal Zürich

### Preise und Auszeichnungen
- 2021: Schweizer Grand Prix Darstellende Künste/Hans-Reinhart-Ring 2021, erhalten.[3]